# Tom Buidhe
Tom Buidhe är ett berg i Storbritannien.   Det ligger i kommunen Angus och riksdelen Skottland, i den norra delen av landet, 600 km norr om huvudstaden London. Toppen på Tom Buidhe är 957 meter över havet, eller 70 meter över den omgivande terrängen. Bredden vid basen är 1,3 km.
Terrängen runt Tom Buidhe är huvudsakligen kuperad.Runt Tom Buidhe är det glesbefolkat, med 12 invånare per kvadratkilometer. Närmaste större samhälle är Braemar, 14,1 km nordväst om Tom Buidhe. Trakten runt Tom Buidhe består i huvudsak av gräsmarker.